# William Lyon Mackenzie King
William Lyon Mackenzie King (17. prosince 1874 – 22. července 1950) byl kanadský politik, představitel Liberální strany Kanady, jejímž předsedou byl téměř třicet let, v letech 1919–1948. Byl premiérem Kanady v letech 1921–1926, 1926–1930 a 1935–1948, tedy dohromady celkem 22 let, což je kanadský rekord.
Byl otcem specificky kanadské verze sociálního státu. Ve 20. a 30. letech výrazně posílil kanadskou autonomii a odpoutal Kanadu od britského vlivu, především za pomoci zrekonstruovaného úřadu zvaného Department of Foreign Affairs and International Trade, jež byl součástí kanadské vlády. Ten existoval již od roku 1909, King mu však dal nový význam, v jeho éře začal vytvářet na Británii nezávislou zahraniční politiku. Vyvrcholením Kingových autonomizačních snah byl tzv. Canadian Citizenship Act z roku 1946, který prvně definoval pojem "kanadský občan" (3. ledna 1947 obdržel King certifikát kanadského občana s pořadovým číslem 0001). V mezinárodní politice bylo jeho cílem vytvořit z Kanady "middle power", tedy velmoc střední velikosti. King rovněž posílil pravomoce představitelů později vzniklých provincií Kanady, tedy zejména Manitoby, Alberty a Saskatchewanu (na úkor dosud dominujících Québecu a Ontaria).

## Vyznamenání
- Řád za zásluhy – Spojené království, 17. listopadu 1947[1]
- společník Řádu svatého Michala a svatého Jiří
- Medaile stříbrného výročí krále Jiřího V. – 1936
- Korunovační medaile Jiřího VI. – 1937
- velkokříž Řádu čestné legie – Francie[1]
- velkokříž Řádu dubové koruny – Lucembursko[1]
- velkostuha Řádu Leopoldova – Belgie[1]